# Sylvicola fuscipennis
Sylvicola fuscipennis är en tvåvingeart som först beskrevs av Macquart 1838.  Sylvicola fuscipennis ingår i släktet Sylvicola och familjen fönstermyggor. Inga underarter finns listade i Catalogue of Life.